# John Deere 4520
Le John Deere 4520 est un modèle de tracteur agricole produit par le constructeur américain John Deere.
Premier tracteur de la marque dont le moteur John Deere soit équipé d'un turbocompresseur, il affiche une puissance de 136 ch DIN. Il est construit à 7 894 exemplaires entre 1968 et 1972.

## Historique
En 1968, John Deere complète sa gamme de tracteurs américains avec trois modèles. Le 4520, le plus puissant d'entre eux, adopte un moteur très proche de celui du John Deere 4020 mais il est équipé d'un turbocompresseur, une première pour le constructeur américain avec ses propres moteurs — les John Deere 8010 et 8020 utilisaient déjà des turbocompresseurs, mais avec des moteurs deux temps Detroit Diesel. Son relevage est étudié pour répondre aux besoins créées par cette plus grande puissance disponible.
Sa construction cesse en 1972, alors qu'il en a été produit 7 894 exemplaires.

## Caractéristiques
| Image externe |                                              |
|               | John Deere 4520 sur servicemanualperfect.com |

Le John Deere 4520 est motorisé par un  moteur Diesel à six cylindres (alésage de 108 mm pour une course de 121 mm) en ligne, à injection directe et d'une cylindrée totale de 6 620 cm3. Équipé d'un turbocompresseur, il développe une puissance maximale de 136 ch DIN à 2 200 tr/min.
Deux types de transmission sont disponibles : une boîte de vitesses manuelle entièrement synchronisée à huit rapports avant et deux rapports arrière ou une transmission Powershift à huit rapports avant et quatre rapports arrière. Dans ce dernier cas, le frein de parking est intégré à la commande de la boîte, et il est impossible d'engager une vitesse si le frein de parking est enclenché. La vitesse maximale du tracteur est de 33,5 km/h.
John Deere propose en option une version à quatre roues motrices équipée d'un pont avant entraîné par deux moteurs hydrauliques.
La masse à vide en ordre de marche du tracteur est de 5 600 kg.
La direction est hydrostatique et l'ensemble des commandes asservies hydrauliquement, ce qui rend sa conduite facile.

## Pour en savoir plus